# سد خاکریزی

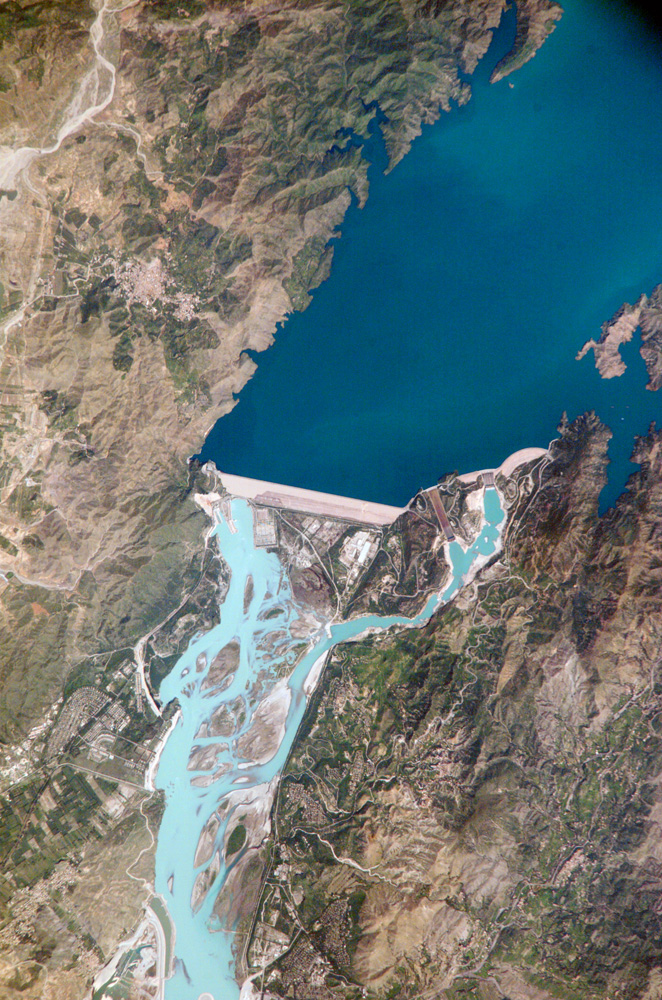
سد تربیلا در پاکستان بزرگ‌ترین سد خاکی جهان

سد خاکی یا سد سنگریزه‌ای، (به انگلیسی: Embankment dam) نوعی سد است که برای ساخت آن مصالح را از همان منطقه احداث یا نواحی نزدیک تأمین می‌کنند، و اصولاً دارای هسته رسی است. رس در تماس با آب مانع نفوذ و انتقال آب و رطوبت می‌شود و مانند نوعی عایق رطوبتی عمل می‌کند.

## انواع
اگر عمده مصالح تشکیل دهنده سد خاکی یکسان باشند، سد را همگن می‌گویند و در غیر اینصورت ناهمگن نامیده می‌شود. اگر همه سد خاکی از رس باشد سد خاکی همگن است. اما اگر بستر سد رس، باشد و دور هسته مرکزی را با سنگ‌های دانه درشت پر کرده باشند، سد غیر همگن انگاشته می‌شود.
سدهای خاکی را بر حسب فرم و مصالح مقطع عرضی سد به سه دسته تقسیم می‌کنند:
1. سدهای خاکی با توده همگن (Homogeneous embankment)
2. سدهای خاکی با لایه‌های (مایل) مختلف (Zoned embankment)
3. سدهای خاکی با پرده غیرقابل نفوذ (Cored embankment)

### سدهای خاکی با توده همگن
این نوع سدها از یک توده همگن که بخش عمده آن رس و سیلیس (به تناسبی که نتایج آزمایش‌های مکانیک خاک آن را برای غیرقابل نفوذ بودن تأیید می‌کنند) است، تشکیل شده است.

### سدهای خاکی با لایه‌های مختلف
اگر چه مواد گوناگونی در محل کارگاه وجود داشته باشد در این صورت سد خاکی با لایه‌های مختلفی ساخته می‌شود. در این سدها لایه غیرقابل نفوذ در وسط مقطع یا متمایل به طرف بالا دست قرار می‌گیرد.

### سدهای خاکی با پرده غیرقابل نفوذ
در این نوع سدها جلوگیری از حرکت آب در داخل توده خاکی توسط یک پرده غیرقابل نفوذ تقریباً عمودی انجام می‌گیرد که در داخل بستر سنگی (بستر غیرقابل نفوذ) جای گرفته است. دو طرف این لایه را یک لایه از مصالح دانه ریز می‌گذارند که به صورت زه کش کار می‌کند و لایه‌های بیرونی را مخلوط (تقریباً مخلوط رودخانه) پوشانده است. بر پایه نتایج بدست آمده از تجربیات عملی در مورد این نوع سدها، ضخامت پرده، باید دست کم یک سوم بلندی آب در مخزن سد باشد. از این نوع سدها به‌شمار زیاد در کشورهای انگلیسی‌زبان جهان غرب ساخته شده است.
از نظر تحلیل و آنالیز، این نوع سدها بسیار دشوار، ولی از نظر اجرا و پیاده‌سازی ساده هستند. اجرای این سد در رودخانه‌های عریض ساده‌تر است. مصالح ساخت این سد اعم از ریزدانه و درشت‌دانه بایستی در دسترس باشند. این سدها برای زمین‌های با مقاومت کم، مناسب‌ترین نوع سد هستند.

## بستر سدهای خاکی
در بسترهای سنگی سالم، سد خاکی را می‌توان بدون هیچ مشکلی بر روی آن پیاده نمود ولی در صورتی که بستر فوق دارای شکاف یا ترک‌هایی (گسل) باشد در این صورت باید بررسی زمین‌شناسی کافی برای آن انجام گیرد تا وضعیت و عمق شکاف‌ها مشخص شود. در این نوع زمین‌ها معمولاً با تزریق سیمان (تحت فشار) قابلیت نفوذ آب در زیر سد را تا اندازه قابل قبولی کم می‌کنند. در زمین‌های غیرقابل نفوذ (رسی یا عمدتاً رسی) مسلماً حرکت آب در زیر سد نباید مشکل زیادی باشد. ولی مشکل عمده دیگر، عدم امکان بارگذاری سریع در این نوع زمین‌ها است که مدت زمان ساختمان سد را طولانی‌تر از سایر زمین‌ها می‌کنند.